# 김형근 (1915년)

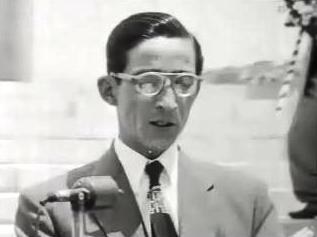
1955년 6월 1일, 서남지구 순직 경찰관 위령제에 참석하여 추도사를 낭독하는 김형근 내무부 장관

김형근(金亨根, 일본식 이름: 金原亨根, 1915년 ~ 1993년 8월 21일)은 일제강점기와 대한민국의 법조인이다.

## 생애
출신지는 경성부이며 일본에 유학하여 와세다 대학 법학부를 졸업했다. 일본 고등문관시험 사법과에 합격한 뒤 일제 강점기 말기에 경성지방법원과 대구지방법원 판사를 역임했다.
태평양 전쟁 종전 후에 변호사를 개업했다가 대검찰청 검사를 지낸 뒤, 제1공화국에서 대통령 비서관을 거쳐 서울지검장, 내무부 차관과 장관으로 발탁되었다. 이후 다시 변호사로 돌아갔으며, 유신체제 하에서 헌법위원회 위원에 임명되기도 했다.
노태우 정부에서 청와대 사정수석을 지낸 서울고등검찰청장 출신의 법조인 김유후가 김형근의 3남 중 장남이다.
2008년 민족문제연구소가 발표한 친일인명사전 수록예정자 명단 중 사법 부문에 선정되었다.

## 약력
- 1940년 : 일본 와세다 대학 법학부 졸업
- 1939년 : 고등문관시험 사법과 합격
- 1942년 : 경성지방법원 판사
- 1943년 : 대구지방법원 판사
- 1945년 : 변호사 개업
- 1949년 : 대검찰청 검사
- 1950년 : 대통령비서관
- 1950년 : 서울지방검찰청 검사장
- 1954년 : 내무부차관
- 1954년 ~ 1955년 : 내무부장관
- 1955년 : 서울신문 사장
- 1958년 : 변호사 개업
- 1973년 ~ 1987년 : 헌법위원

## 참고 자료
- 김형근(金亨根) - 국사편찬위원회
- 김형근 -  한국행정연구원

| 전임 변영태 | 수석국무위원 직무대리 1955년 7월 29일 ~ 1956년 5월 19일 | 후임 김현철 |

| 전임 한희석 | 제12대 내무부 차관 1954년 2월 15일 ~ 1955년 4월 23일 | 후임 정운갑 |

| 전임 백한성 | 제12대 내무부 장관 1955년 4월 23일 ~ 1956년 5월 21일 | 후임 이익흥 |